# Барак Бен-Гуриона

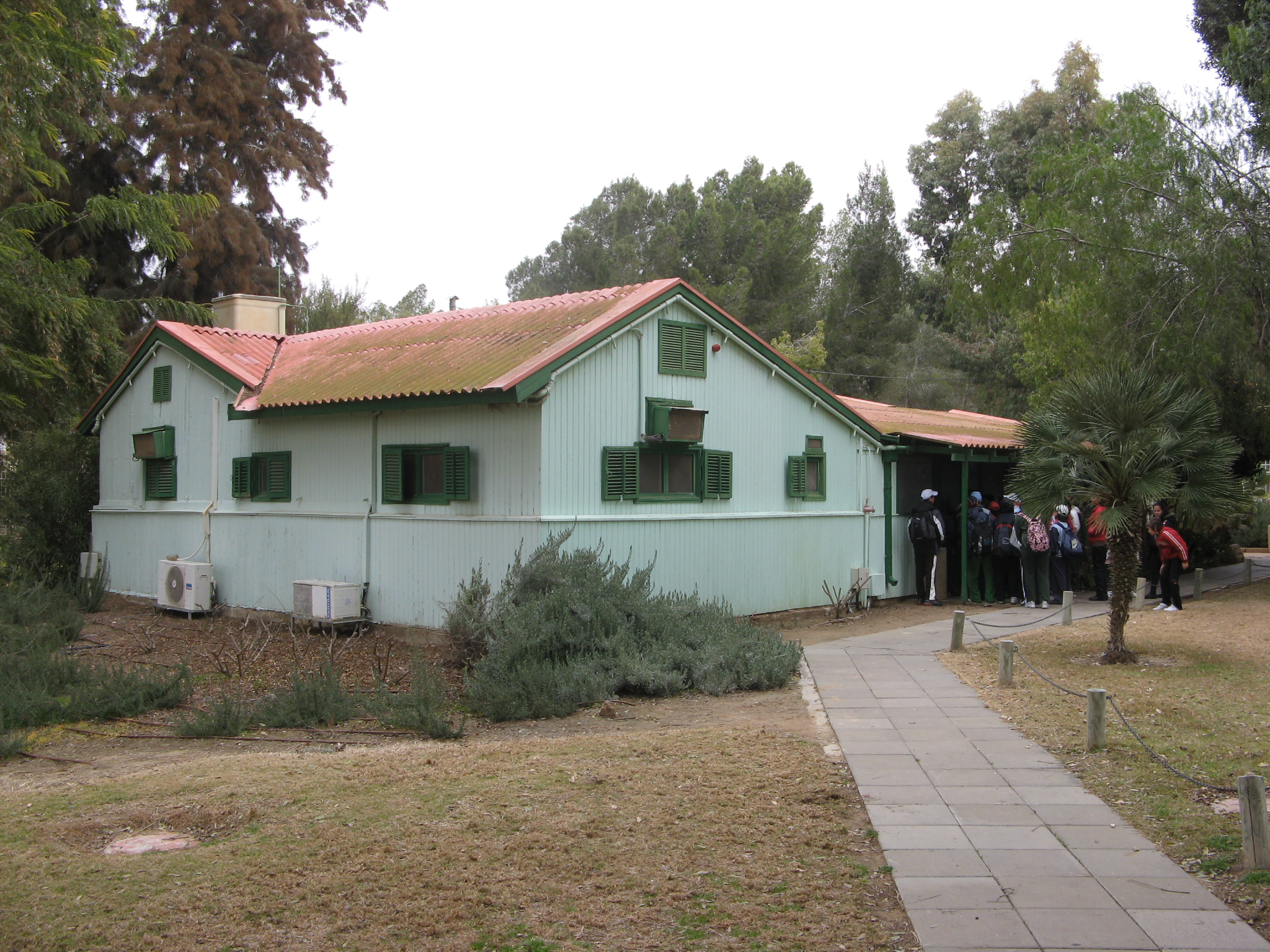
Дом Бен-Гуриона в Сде-Бокер.

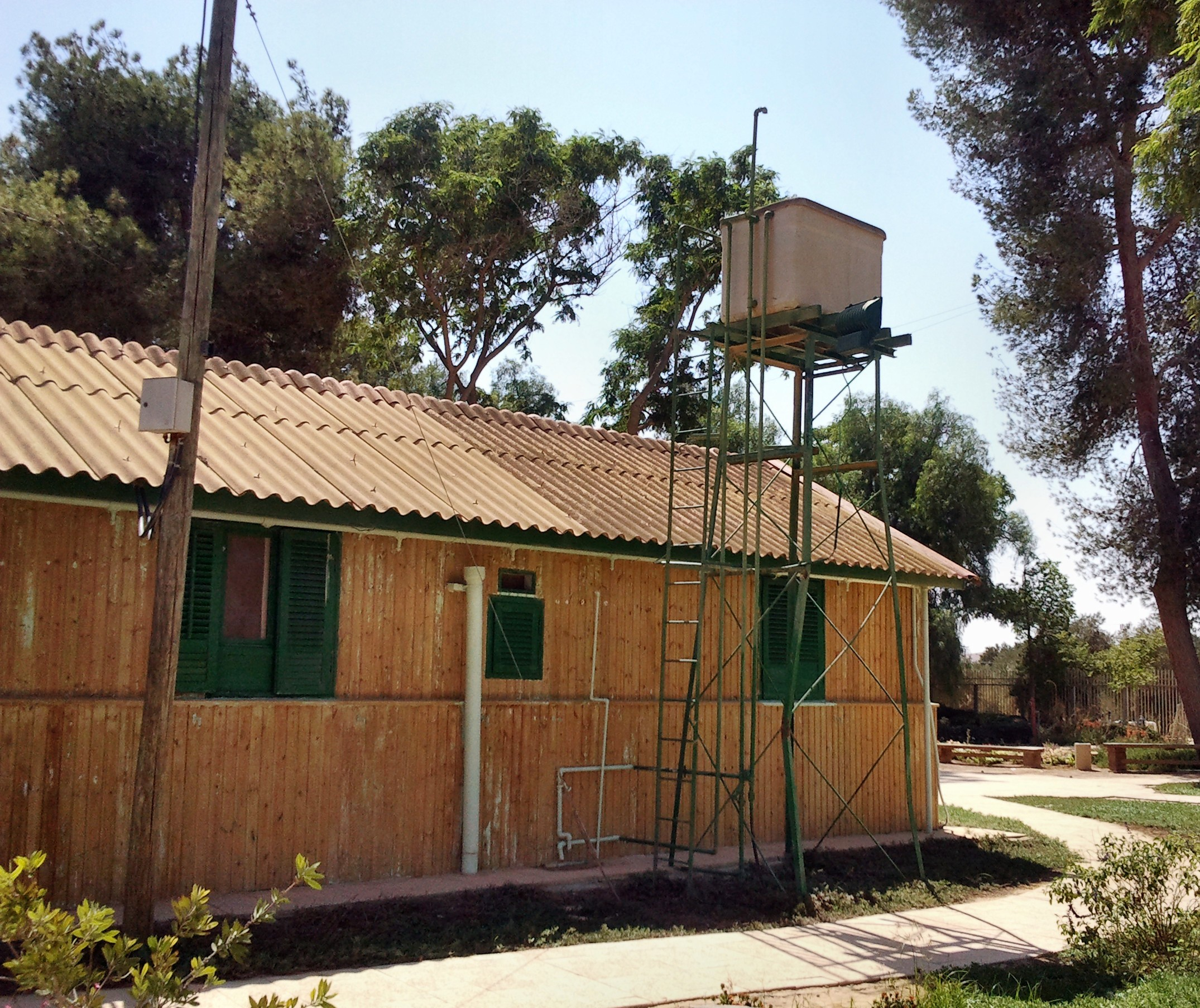
Дом Бен-Гуриона, вид сзади

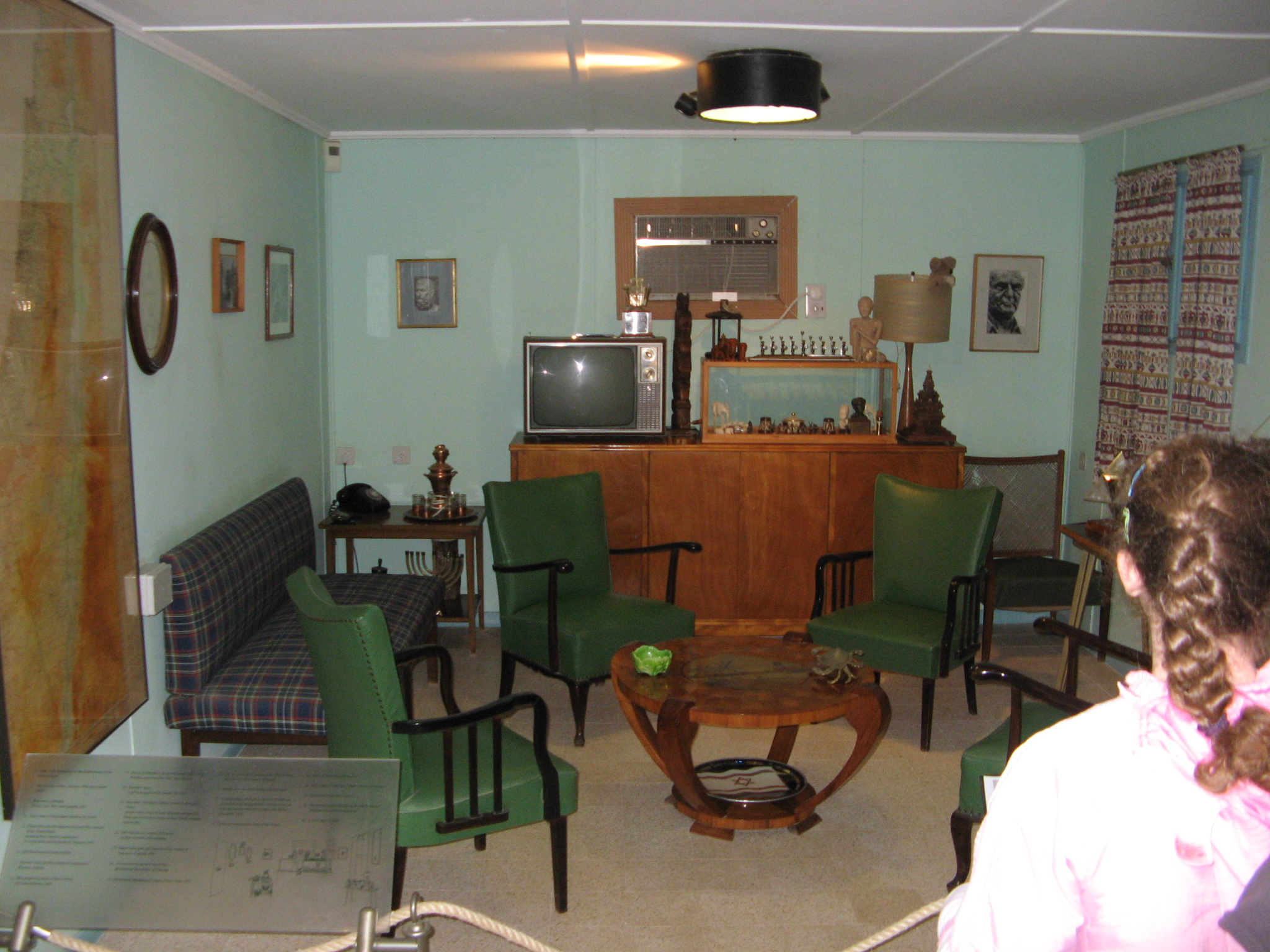
Гостиная.

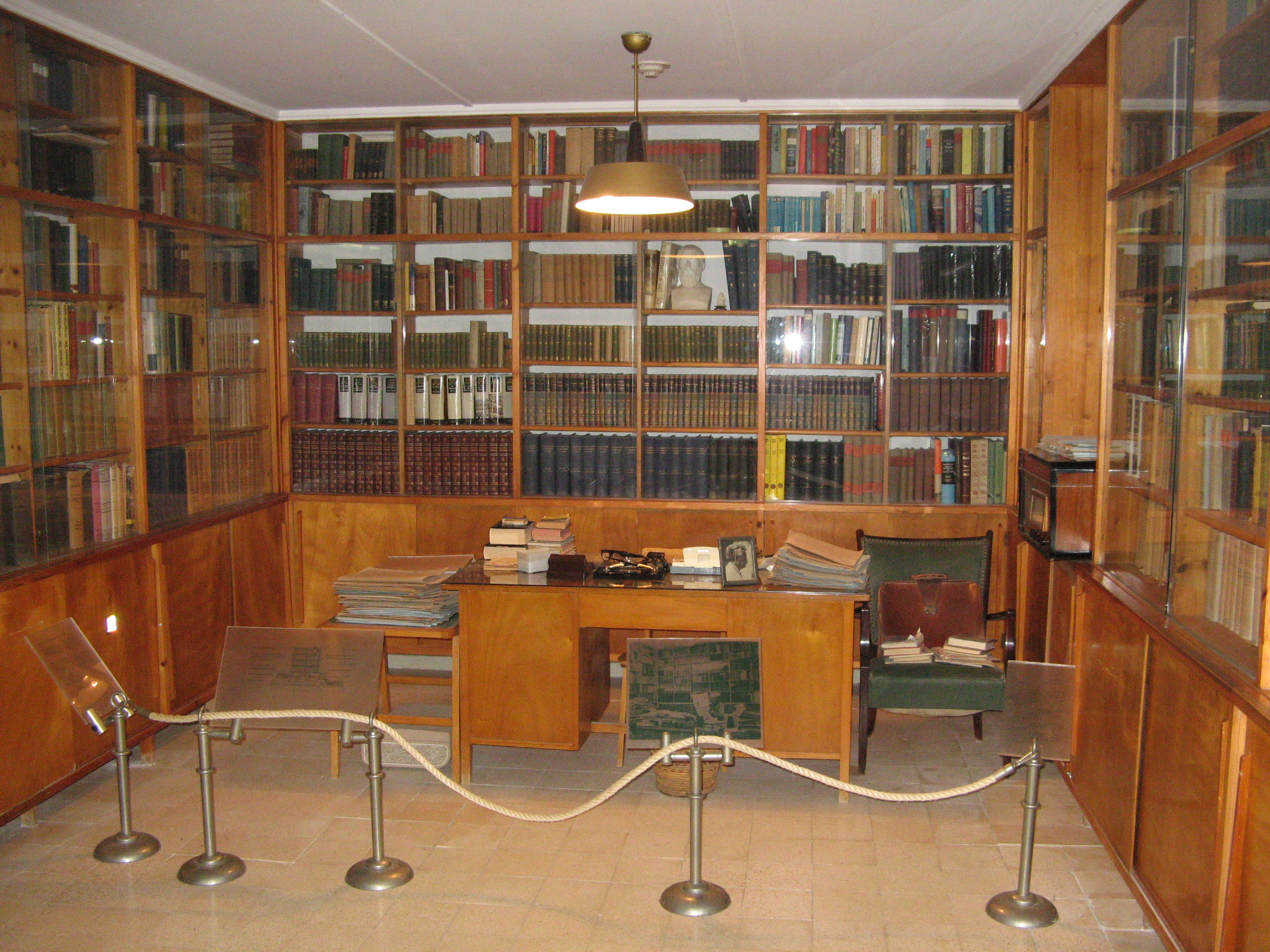
Рабочий кабинет.

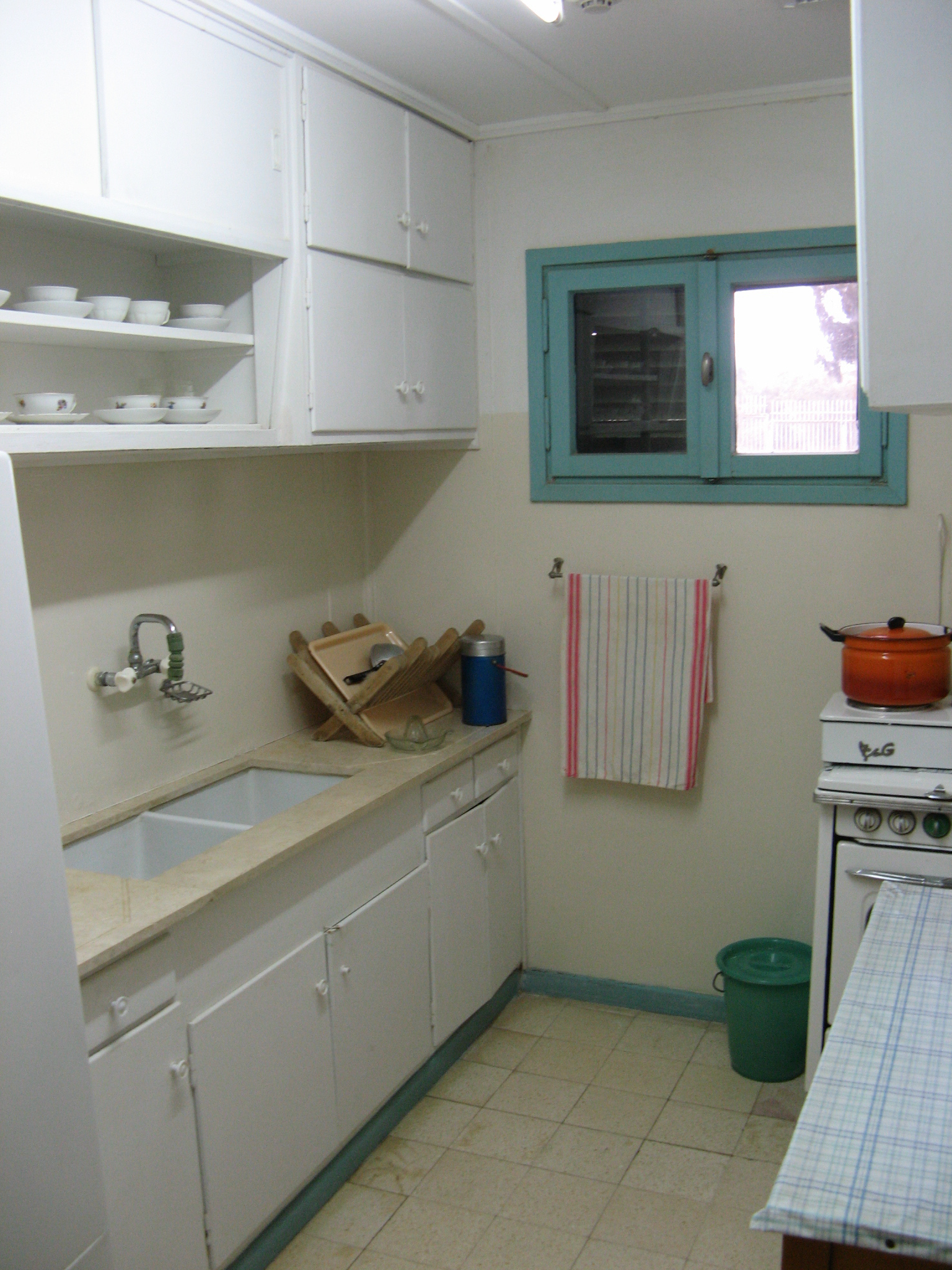
Кухня.

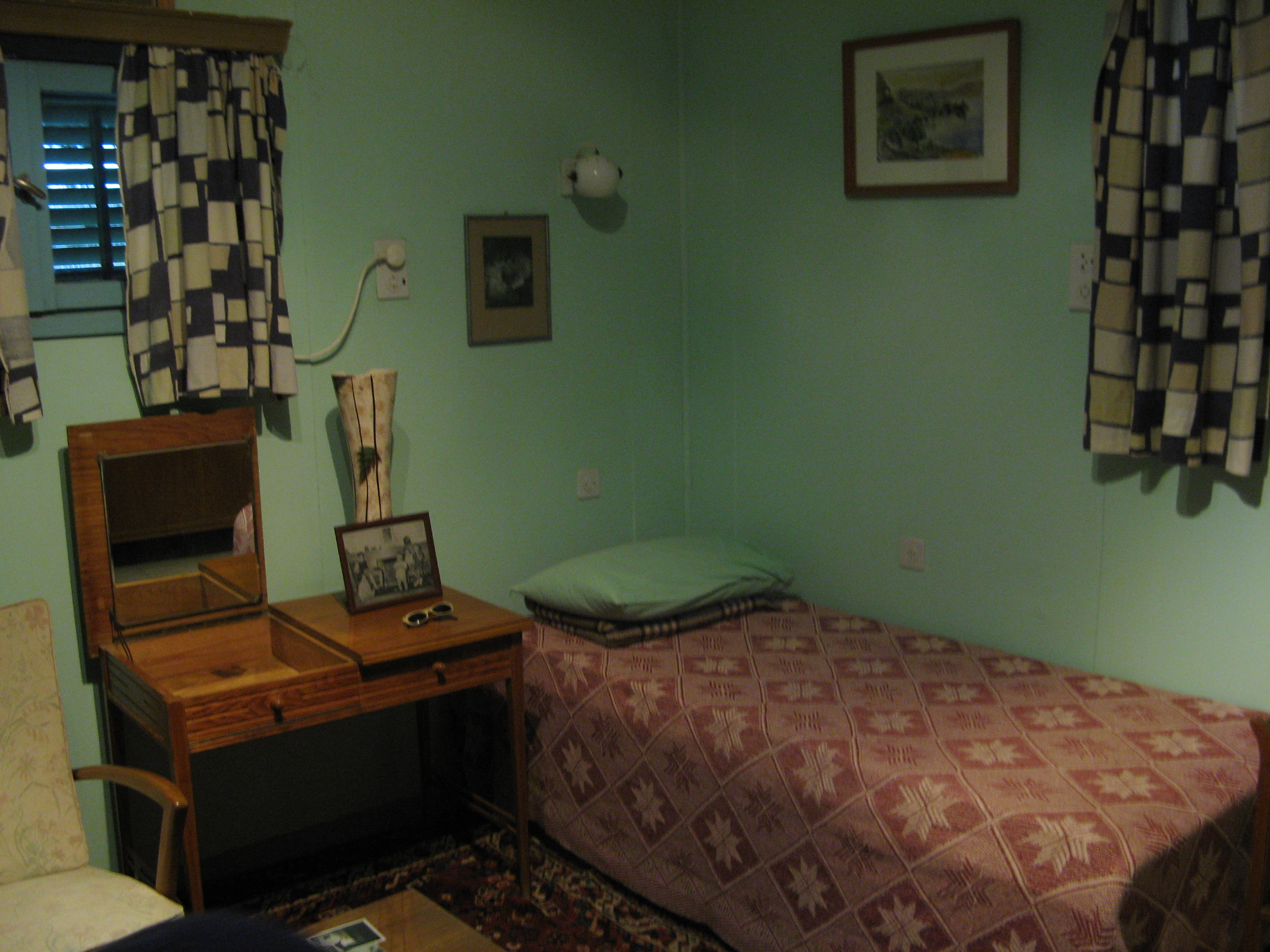
Комната Поли.

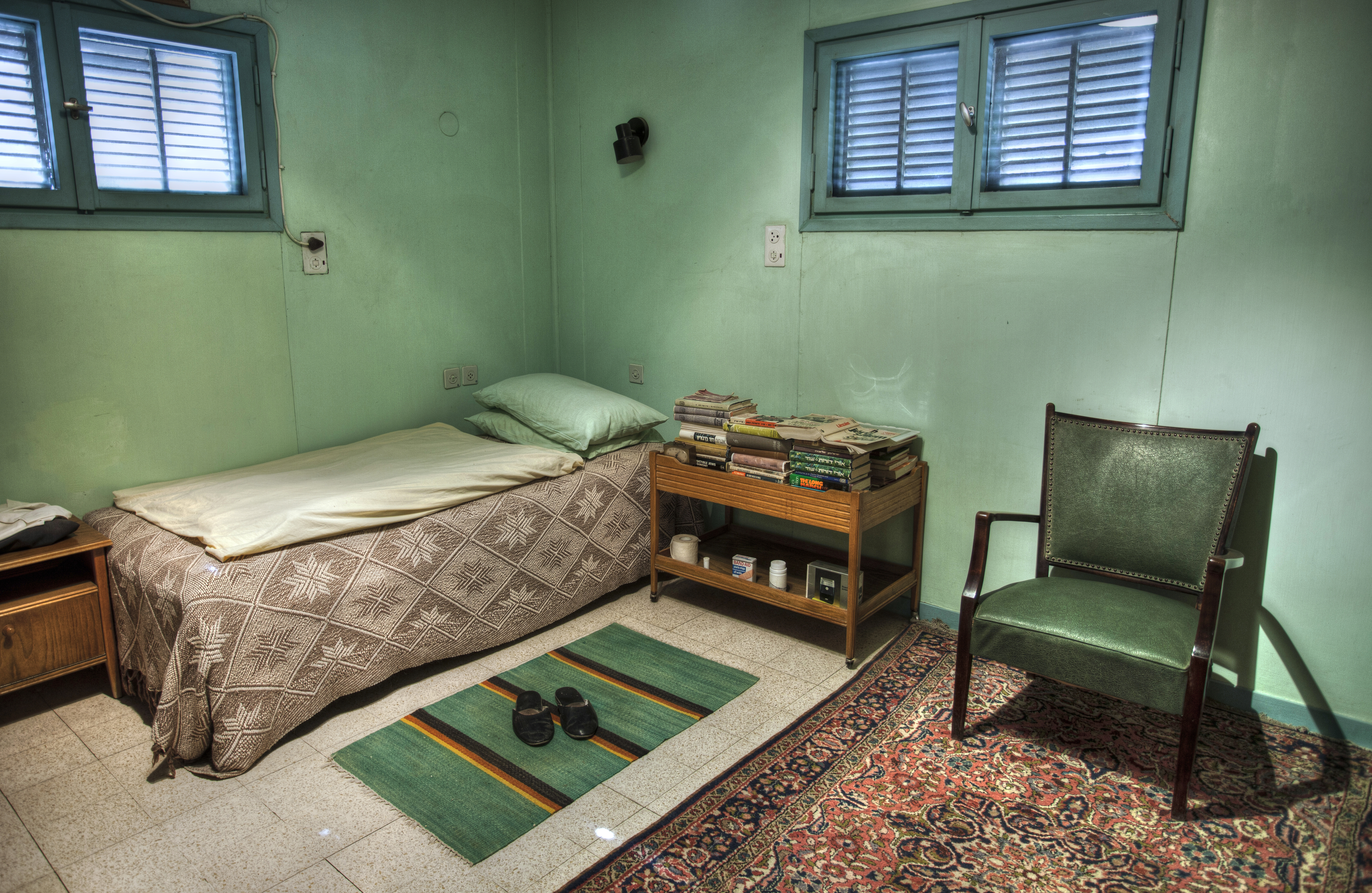
Комната Бен-Гуриона

Барак Бен-Гуриона — небольшой скромный дом (ивр. צריף‎ «цриф»), расположенный в кибуце Сде-Бокер. Бен-Гурион проживал там со своей женой Паулой в 1953—1973 годы. После смерти Бен-Гуриона дом становится музеем, доступным для посещения под эгидой наследия Бен-Гуриона (Института Бен-Гуриона).

## Переезд Бен-Гуриона в кибуц Сде-Бокер
В 1952 году на обратном пути с военных учений ЦАХАЛА в Негеве, Бен-Гурион увидел маленький домик и несколько палаток. Он остановил машину и стал разговаривать с жителями. Они воевали здесь в войну за независимость и теперь хотели поселиться в этом месте. Бен-Гурион был очень впечатлен разговором с ними, тем более, что молодежь, которую он встретил здесь не принадлежала к организации по заселению территорий и не представляла какую-то партию. Через несколько дней в Сде-Бокер пришло письмо от премьер министра.
«За 47 лет проживания в стране я видел много начинающих кибуцев, и я знаю, что только благодаря им и благодаря тем, которые были ещё до моего приезда в страну, мы смогли сделать много теми малыми силами, какие были у нас и извините меня, если я скажу, что я не видел такого кибуца, как Сде-Бокер. Я никогда никому не завидовал ни человеку, ни группе людей, ни богатству, ни таланту. Однако во время встречи с вами мне очень трудно было подавить в своем сердце чувство зависти: почему мне не выпало принять участие в таком деле.
Будьте счастливы и успехов вам».
Через некоторое время Бен-Гурион приехал в Сде-Бокер с просьбой принять его в кибуц. В 1953 году он ушел с поста премьер-министра и министра обороны и стал вместе со своей женой членом кибуца. Бен-Гурион не объяснял причины, которые привели его в Сде-Бокер.
Предположительно среди причин, которые привели его в кибуц, была необходимость расслабиться от огромной нагрузки в должности премьер-министра, а также желание продвигать поселенческое движение в Негеве личным примером, к тому же он тосковал по тому, как он работал в молодости на ферме Сежера, где он был пастухом.

## Возвращение в правительство и второй выход на пенсию
В 1955 году Бен-Гурион вернулся в правительство в качестве министра обороны и несколько месяцев спустя был переизбран на пост премьер-министра и служил в этой должности до 1963 года, продолжая при этом жить в Сде-Бокер. В 1963 году вышел в отставку и жил в кибуце Сде-Бокер до своей смерти в 1973 году.

## Жизнь в Сде-Бокер
Бен-Гурион провел в кибуце 14 месяцев, после чего вновь вернулся в правительство на должность министра обороны, а затем премьер-министра.
Будучи членом кибуца, он ежедневно работал в кибуце по нескольку часов в день, а остальное время посвящал своим документам, чтению и письму. Кибуц в это время превратился в место паломничества политиков и представителей общественности, которые приезжали к Бен-Гуриону за советом. Кроме прочего, в это время он работал над созданием молодёжного движения «Молодежный фронт», целью которого было направление абсорбции в Негев. Бен-Гурион выезжал на различные встречи в стране и среди них в 1954 году в деревню Шейх-Мунис (в настоящее время здесь находится Тель-Авивский университет), в которой участвовали школьники 11-х и 12-х классов со всей страны. Бен-Гурион призывал молодежь к абсобции в страну и к поселенческому движению в Негев.
Несмотря на его старания, эта акция не имела успеха и не привела к массовому переселению.

## Завещание Бен-Гуриона
«…Я прошу, чтобы строение в Сде-Бокер, в котором я проживал до своей смерти, оставалось в той же форме, как сейчас, включая мебель, книги, периодические издания. Вышесказанное не является препятствием для того, чтобы перевезти мебель, книги, периодические издания, то есть то, что находится в доме, из барака в постоянное здание, в том случае, если таковое будет построено рядом с бараком и при условии, что в этом новом здании будет сохранен характер и стиль, что был в бараке. Я прошу, чтобы после моей смерти этот дом стал библиотекой, открытой для всех желающих. Я прошу, чтобы похоронили меня в Сде-Бокер рядом с Полей, светлая ей память. Я прошу, чтобы около моей могилы не было речей и не было оружейных залпов…»
В 1976 году было решено создать институт наследия Бен-Гуриона, который будет в Сде-Бокер и будет включать в себя домик, в котором жил Бен-Гурионе в кибуце Сде-Бокер и библиотеку, которой он пользовался до своей смерти.

## Дом Бен-Гуриона сегодня
Сегодня дом является музеем. Посетителей захватывает образ Бен-Гуриона как человека и как лидера, а также эпоха, в которой он жил. В соседнем доме есть выставка, которая показывает связь Бен-Гуриона с Негевом. В дополнение к посещению здесь проходят дополнительные мероприятия. Проходят короткие встречи для школьников, проводятся семинары по темам лидерства, связи и потенциала пустыни Негев в рамках дней специальных мероприятий для учителей и школьников. В доме находится рабочий кабинет Бен-Гуриона и часть его библиотеки, которая включает около 5000 книг из различных областей: иудаизм, танах, философия, история, география, армия и безопасность. В этом кабинете Бен-Гурион писал свои книги, статьи и мемуары.

## Приёмная комиссия
Протокол приема Бен-Гуриона в кибуц Сде-Бокер.
Хагай: Премьер Министр и его жена Поля сообщают нам что они хотят переехать к нам жить и работать в нашем кибуце. Они хотят сами построить себе барак.
Рафи: Есть ли у нас возможность отказать?
Ахарончо: Я думаю, что кибуц принадлежит нам.
Иошуа: Мы должны принять Бен-Гуриона, несмотря на то, что это будет бременем для нас.
Рафи: Я против из-за тех трудностей, которые возможно возникнут с его приходом.
Иошуа: Мы находимся в такой ситуации, что не можем отказать, все, что нам осталось, позаботиться, чтобы его приход не причинил нам неудобств.
Дани: Надеюсь, что приход к нам Бен-Гуриона послужит примером для других. Но не видно, что приход Бен-Гуриона принесет нам пользу. Я к этому не готов. В действительности, мы получаем помощь. Я надеюсь, что ближайшие годы докажут правильность нашего решения.
Цвика: У меня такое опасение, что придут люди с другими взглядами и создадут для нас проблемы. Поэтому мы должны решить, можем ли мы его принять. Это может привести к тому, что к нам будут приходить хорошие люди, но политизированные (партийные).
Дани: Я надеюсь, что пребывание его здесь заставит нас жить более организованно.
Ахарончо: Думаю, что будет больше дисциплины.
Дани: Предлагаю организовать праздник в первую же пятницу, после его приезда.
Ахарончо: В соответствии с порядком, выставляю вопрос о приеме Бен -Гуриона на голосование.
Результат голосования: за: 7, против: 0.
Стенограмма протокола приема (в кибуц) Давида Бен-Гуриона.
Из архива кибуца Сде-Бокер.
Приемная комиссия 7-10-1953.
Опубликовано в газете Глобс (Globes) 04-05-2014.